# Vicariato militar de la República Checa
El Vicariato militar de la República Checa (en checo: Vojenský vikariát České republiky) es una circunscripción eclesiástica latina de la Iglesia católica en la República Checa, inmediatamente sujeta a la Santa Sede. Tiene su sede en Praga, en la oficina del jefe del Estado Mayor General de las Fuerzas Armadas de la República Checa, y es responsable de la atención espiritual a fieles católicos en el Ejército de la República Checa. Como capellán católico de más alto rango en el Ejército, el vicario militar es responsable de todos los capellanes católicos que trabajan en el Ejército, que en 2009 representaban 14 capellanes militares: 10 sacerdotes y 4 diáconos permanentes.

## Vicarios castrenses
- Tomáš Holub (1998–2007)
- Jaroslav Knichal (2007-)